# Campionati del mondo di atletica leggera 2017 - 400 metri ostacoli femminili
La gara dei 400 metri ostacoli femminile dei campionati del mondo di atletica leggera 2017 si è svolta tra il 7 e il 10 agosto.

## Podio
| Pos.    | Atleta            | Nazionalità | Tempo |
| ------- | ----------------- | ----------- | ----- |
| Oro     | Kori Carter       | Stati Uniti | 53"07 |
| Argento | Dalilah Muhammad  | Stati Uniti | 53"50 |
| Bronzo  | Ristananna Tracey | Giamaica    | 53"74 |

## Situazione pre-gara

### Record
Prima di questa competizione, il record del mondo e il record dei campionati erano i seguenti.
| Record                | Prestazione | Atleta                  | Data                             | Competizione              |
| --------------------- | ----------- | ----------------------- | -------------------------------- | ------------------------- |
| Record mondiale       | 52"34       | Julija Pečënkina Russia | 8 agosto 2003 Tula, Russia       |                           |
| Record dei campionati | 52"42       | Melaine Walker Giamaica | 20 agosto 2009 Berlino, Germania | Campionati del mondo 2009 |

### Campioni in carica
I campioni in carica, a livello mondiale e olimpico, erano:
| Campione | Atleta                       | Prestazione | Data                                   | Competizione         |
| -------- | ---------------------------- | ----------- | -------------------------------------- | -------------------- |
| Olimpico | Dalilah Muhammad Stati Uniti | 53"13       | 18 agosto 2016 Rio de Janeiro, Brasile | Giochi olimpici 2016 |
| Mondiale | Zuzana Hejnová Rep. Ceca     | 53"50       | 26 agosto 2015 Pechino, Cina           | Mondiali 2015        |

### La stagione
Prima di questa gara, gli atleti con le migliori tre prestazioni dell'anno erano:
| Pos. | Atleta                       | Prestazione | Data                                   |
| ---- | ---------------------------- | ----------- | -------------------------------------- |
| 1    | Dalilah Muhammad Stati Uniti | 52"64       | 25 giugno 2017 Sacramento, Stati Uniti |
| 2    | Shamier Little Stati Uniti   | 52"75       | 25 giugno 2017 Sacramento, Stati Uniti |
| 3    | Kori Carter Stati Uniti      | 52"96       | 25 giugno 2017 Sacramento, Stati Uniti |

## Risultati

### Batterie
Le batterie si sono tenute il 7 agosto a partire dalle ore 19:30.

Qualificazione: i migliori 4 tempi di ogni batteria (Q) e i successivi 4 migliori tempi (q) si qualificano per le semifinali.
| Pos. | Batteria | Corsia | Nome                  | Nazionalità       | Tempo   | Note                                     |
| ---- | -------- | ------ | --------------------- | ----------------- | ------- | ---------------------------------------- |
| 1    | 1        | 6      | Dalilah Muhammad      | Stati Uniti       | 54"59   | Q                                        |
| 2    | 3        | 2      | Ristananna Tracey     | Giamaica          | 54"92   | Q                                        |
| 3    | 4        | 3      | Kori Carter           | Stati Uniti       | 54"99   | Q                                        |
| 4    | 2        | 8      | Zuzana Hejnová        | Rep. Ceca         | 55"05   | Q                                        |
| 5    | 1        | 3      | Sage Watson           | Canada            | 55"06   | Q                                        |
| 6    | 5        | 2      | Léa Sprunger          | Svizzera          | 55"14   | Q                                        |
| 7    | 5        | 7      | Rhonda Whyte          | Giamaica          | 55"18   | Q                                        |
| 8    | 2        | 4      | Sara Petersen         | Danimarca         | 55"23   | Q                                        |
| 9    | 5        | 3      | Glory Onome Nathaniel | Nigeria           | 55"30   | Q,                                       |
| 10   | 1        | 2      | Denisa Rosolová       | Rep. Ceca         | 55"41   | Q,                                       |
| 11   | 1        | 4      | Sparkle McKnight      | Trinidad e Tobago | 55"46   | Q,                                       |
| 12   | 4        | 8      | Wenda Nel             | Sudafrica         | 55"47   | Q                                        |
| 13   | 2        | 7      | Cassandra Tate        | Stati Uniti       | 55"48   | Q                                        |
| 14   | 4        | 9      | Eilidh Doyle          | Regno Unito       | 55"49   | Q                                        |
| 15   | 2        | 5      | Ayomide Folorunso     | Italia            | 55"65   | Q,                                       |
| 16   | 3        | 7      | Petra Fontanive       | Svizzera          | 56"13   | Q                                        |
| 17   | 1        | 7      | Leah Nugent           | Giamaica          | 56"16   | q                                        |
| 18   | 3        | 6      | Shamier Little        | Stati Uniti       | 56"18   | Q                                        |
| 19   | 2        | 3      | Joanna Linkiewicz     | Polonia           | 56.18   | q                                        |
| 20   | 5        | 5      | Grace Claxton         | Porto Rico        | 56"35   | Q                                        |
| 21   | 5        | 9      | Yadisleidy Pedroso    | Italia            | 56"41   | q                                        |
| 22   | 5        | 6      | Meghan Beesley        | Regno Unito       | 56"41   | q                                        |
| 23   | 5        | 8      | Amalie Iuel           | Norvegia          | 56"42   |                                          |
| 24   | 1        | 5      | Zurian Hechavarría    | Cuba              | 56"44   |                                          |
| 25   | 1        | 8      | Lauren Wells          | Australia         | 56"49   |                                          |
| 26   | 4        | 2      | Gianna Woodruff       | Panama            | 56.50   | Q                                        |
| 27   | 3        | 5      | Agata Zupin           | Slovenia          | 56"54   | Q                                        |
| 28   | 3        | 3      | Olena Kolesnychenko   | Ucraina           | 56"88   |                                          |
| 29   | 4        | 7      | Marzia Caravelli      | Italia            | 56"92   |                                          |
| 30   | 4        | 6      | Viktoriya Tkachuk     | Ucraina           | 57"05   |                                          |
| 31   | 2        | 2      | Jessica Turner        | Regno Unito       | 56"98   |                                          |
| 32   | 3        | 8      | Aminat Yusuf Jamal    | Bahrein           | 57"41   |                                          |
| 33   | 5        | 4      | Noelle Montcalm       | Canada            | 57"45   |                                          |
| 34   | 3        | 4      | Jackie Baumann        | Germania          | 57"59   |                                          |
| 35   | 2        | 6      | Déborah Rodríguez     | Uruguay           | 57"61   | Miglior prestazione personale stagionale |
| 36   | 2        | 9      | Yasmin Giger          | Svizzera          | 57"72   |                                          |
| 37   | 4        | 4      | Tia-Adana Belle       | Barbados          | 58"82   |                                          |
| 38   | 4        | 5      | Drita Islami          | Macedonia         | 1'00"38 |                                          |
| 39   | 3        | 9      | Kristina Pronzhenko   | Tagikistan        | 1'03"44 |                                          |

### Semifinali
Le semifinali si sono svolte l'8 agosto.
Le migliori 2 di ogni batteria (Q) e i successivi due migliori tempi (q) avanzano alla finale
| Pos. | Batteria | Corsia | Nome                  | Nazionalità       | Tempo | Note |
| ---- | -------- | ------ | --------------------- | ----------------- | ----- | ---- |
| 1    | 1        | 6      | Zuzana Hejnová        | Rep. Ceca         | 54"59 | Q    |
| 2    | 2        | 4      | Ristananna Tracey     | Giamaica          | 54"79 | Q    |
| 3    | 2        | 5      | Léa Sprunger          | Svizzera          | 54"82 | Q    |
| 4    | 1        | 7      | Kori Carter           | Stati Uniti       | 54"92 | Q    |
| 5    | 3        | 5      | Dalilah Muhammad      | Stati Uniti       | 55"00 | Q    |
| 6    | 3        | 4      | Sage Watson           | Canada            | 55"05 | Q    |
| 7    | 2        | 9      | Cassandra Tate        | Stati Uniti       | 55"31 | q    |
| 8    | 3        | 9      | Eilidh Doyle          | Regno Unito       | 55"33 | q    |
| 9    | 2        | 7      | Sara Petersen         | Danimarca         | 55"45 |      |
| 10   | 1        | 4      | Wenda Nel             | Sudafrica         | 55"70 |      |
| 11   | 1        | 9      | Shamier Little        | Stati Uniti       | 55"76 |      |
| 12   | 1        | 5      | Petra Fontanive       | Svizzera          | 55"79 |      |
| 13   | 3        | 3      | Yadisleidy Pedroso    | Italia            | 55"95 |      |
| 14   | 1        | 2      | Leah Nugent           | Giamaica          | 56"19 |      |
| 15   | 1        | 3      | Joanna Linkiewicz     | Polonia           | 56"25 |      |
| 16   | 3        | 8      | Grace Claxton         | Porto Rico        | 56"40 |      |
| 17   | 3        | 7      | Denisa Rosolová       | Rep. Ceca         | 56"40 |      |
| 18   | 2        | 8      | Ayomide Folorunso     | Italia            | 56"47 |      |
| 19   | 1        | 8      | Sparkle McKnight      | Trinidad e Tobago | 56"59 |      |
| 20   | 2        | 3      | Meghan Beesley        | Regno Unito       | 56"61 |      |
| 21   | 2        | 2      | Agata Zupin           | Slovenia          | 57"05 |      |
| 22   | 3        | 2      | Gianna Woodruff       | Panama            | 57"32 |      |
|      | 2        | 6      | Glory Onome Nathaniel | Nigeria           | dq    |      |
|      | 3        | 6      | Rhonda Whyte          | Giamaica          | dq    |      |

### Finale
La finale si è svolta il 10 agosto alle ore 21:38.
| Pos. | Corsia | Nome              | Nazionalità | Tempo | Note                                     |
| ---- | ------ | ----------------- | ----------- | ----- | ---------------------------------------- |
|      | 9      | Kori Carter       | Stati Uniti | 53"07 |                                          |
|      | 4      | Dalilah Muhammad  | Stati Uniti | 53"50 |                                          |
|      | 7      | Ristananna Tracey | Giamaica    | 53"74 | Miglior prestazione personale            |
| 4    | 6      | Zuzana Hejnová    | Rep. Ceca   | 54"20 | Miglior prestazione personale stagionale |
| 5    | 5      | Léa Sprunger      | Svizzera    | 54"59 |                                          |
| 6    | 8      | Sage Watson       | Canada      | 54"92 |                                          |
| 7    | 3      | Cassandra Tate    | Stati Uniti | 55"43 |                                          |
| 8    | 2      | Eilidh Doyle      | Regno Unito | 55"71 |                                          |